# Detzer & Nelling
Detzer & Nelling war eine Radio-Comedy des Norddeutschen Rundfunks, die von der Fußball-Weltmeisterschaft 2002 bis zur Fußball-Weltmeisterschaft 2010 während der Turniere werktäglich auf den Hörfunkprogrammen NDR 2, N-Joy und NDR Info ausgestrahlt wurde. Die Sendung ist benannt und angelehnt an das Fußballkommentatoren-Duo Netzer und Delling, die zusammen von 1998 bis 2010 die Länderspiele der deutschen Fußballnationalmannschaft im Fernsehprogramm Das Erste kommentierten.

## Inhalt und Stil
In der Sendung diskutierten der Sportjournalist Nelling und Fußballexperte Detzer im Sprachstil und Redensart von Gerhard Delling und Günter Netzer über alltägliche Probleme (Autofahren, Bergsteigen, Weinprobe) im Umfeld der Fußball-Europameisterschaft und Weltmeisterschaft. Während ihres Diskurses verwendeten die beiden dabei Kommentatoren-Vokabular sowie typische Fußball-Phrasen und -Floskeln. Zum Abschluss der meisten Episoden fragte Nelling: „Das hat der Günter Detzer jetzt aber sicherlich im Scherz gemeint?“, worauf Detzer für gewöhnlich erwiderte: „Ja, in der Tat“.

## Autoren
Die Sendung wurde produziert, geschrieben und gesprochen von den NDR-2-Redakteuren Andreas Altenburg („Frühstück bei Stefanie“, „Wer piept denn da?“), der den Sprachbeitrag von Nelling beisteuerte, und Olaf Nett, der Detzer seine Stimme gab.

## Veröffentlichung
Neben der Radioausstrahlung bot der NDR die Sendungen auch als Podcast an. Am 14. Juni 2004 wurde die Audio-CD „In der Tat“ mit den beliebtesten Folgen herausgebracht. Die Sendung wurde täglich von einer Million Hörern gehört.
Auf die Radioparodie angesprochen sagte Gerhard Delling gegenüber der Kreiszeitung Buxtehude: „Ich finde, man muss über sich selbst lachen können. Und wenn es wie in diesen Fällen nicht unter die Gürtellinie geht, kann ich das sehr gut, zumal ich mich „leider“ in den Parodien auch teilweise wieder erkenne.“